# Jugoslavien i olympiska sommarspelen 1976
Jugoslavien deltog i de olympiska sommarspelen 1976 med en trupp bestående av 88 deltagare, 83 män och fem kvinnor, vilka deltog i 52 tävlingar i 14 sporter. Landet slutade på femtonde plats i medaljligan, med två guldmedaljer och åtta medaljer totalt.

## Medaljer
| Medalj | Namn                               | Sport      | Gren                        |
| ------ | ---------------------------------- | ---------- | --------------------------- |
| 1      | Momir Petković                     | Brottning  | Mellanvikt, grekisk-romersk |
| 1      | Matija Ljubek                      | Kanotsport | Herrarnas C-1 1000 meter    |
| 2      | Jugoslaviens herrlandslag i basket | Basket     | Herrarnas turnering         |
| 2      | Tadja Kacar                        | Boxning    | Lätt mellanvikt             |
| 2      | Ivan Frgić                         | Brottning  | Bantamvikt, grekisk-romersk |
| 3      | Ace Rusevski                       | Boxning    | Lättvikt                    |
| 3      | Slavko Obadov                      | Judo       | Mellanvikt                  |
| 3      | Matija Ljubek                      | Kanotsport | Herrarnas C-1 500 meter     |

## Basket
Herrar
Gruppspel
| Lag             | V | F | PF  | PA  | PD  | Poäng |
| --------------- | - | - | --- | --- | --- | ----- |
| USA             | 5 | 0 | 394 | 349 | +45 | 10    |
| Jugoslavien     | 4 | 1 | 364 | 343 | +21 | 9     |
| Italien         | 3 | 2 | 349 | 344 | +5  | 8     |
| Tjeckoslovakien | 2 | 3 | 418 | 406 | +12 | 7     |
| Puerto Rico     | 1 | 4 | 321 | 363 | −42 | 6     |
| Egypten         | 0 | 1 | 64  | 105 | −41 | 1     |

Slutspel
|  | Semifinaler (26 juli) | Semifinaler (26 juli) | Semifinaler (26 juli) |  |  | Final (27 juli)      | Final (27 juli)      | Final (27 juli)      |
|  |                       |                       |                       |  |  |                      |                      |                      |
|  | A1                    | Sovjetunionen         | 84                    |  |  |                      |                      |                      |
|  | B2                    | Jugoslavien           | 89                    |  |  |                      |                      |                      |
|  |                       |                       |                       |  |  | B2                   | Jugoslavien          | 74                   |
|  |                       |                       |                       |  |  | B1                   | USA                  | 95                   |
|  | B1                    | USA                   | 95                    |  |  |                      |                      |                      |
|  | A2                    | Kanada                | 77                    |  |  | Bronsmatch (27 juli) | Bronsmatch (27 juli) | Bronsmatch (27 juli) |
|  |                       |                       |                       |  |  |                      |                      |                      |
|  |                       |                       |                       |  |  | A1                   | Sovjetunionen        | 100                  |
|  |                       |                       |                       |  |  | B2                   | Kanada               | 72                   |

## Boxning
Lättvikt
- Ace Rusevski →  Brons
  - Första omgången
    - Besegrade Gerard Hamill (Irland) 4-1

  - Andra omgången
    - Besegrade Roberto Andino (Puerto Rico) RSC-3

  - Tredje omgången
    - Besegrade Reinaldo Valiente (Kuba) 5-0

  - Kvartsfinal
    - Besegrade Yves Jeudy (Haiti) RSC-2

  - Semifinal
    - Förlorade mot Howard Davis (USA) 0-5

## Bågskytte
Herrarnas individuella tävling
- Bojan Postruznik – 2421 poäng (→ 9:e plats)

## Cykling
Herrarnas sprint
- Vlado Fumić — 21:a plats

Herrarnas tempolopp
- Vlado Fumić — 1:13,037 (→ 24:e plats)

Herrarnas förföljelse
- Bojan Ropret — 22:a plats

## Friidrott
Herrarnas 400 meter
- Josip Alebić
  - Heat — 46,94 (→ gick inte vidare)

Herrarnas 800 meter
- Lučano Sušanj
  - Heat — 1:47,82
  - Semi Final — 1:47,03
  - Final — 1:45,75 (→ 6:e plats)

- Milovan Savić
  - Heat — 1:47,73 (→ gick inte vidare)

Herrarnas 10 000 meter
- Dušan Janićijević
  - Heat — 28:48,87 (→ gick inte vidare)

Herrarnas höjdhopp
- Danial Temim
  - Kval — 2,10m (→ gick inte vidare)

Herrarnas längdhopp
- Nenad Stekić
  - Kval — 7,82m
  - Final — 7,89m (→ 6:e plats)

Herrarnas 20 km gång
- Vinko Galušić — 1:34:46 (→ 24:e plats)

## Handboll
Herrar
Gruppspel
| Nr | Lag           | S | V | O | F | GM  | IM  | MS  | P  |
| -- | ------------- | - | - | - | - | --- | --- | --- | -- |
| 1  | Sovjetunionen | 5 | 4 | 0 | 1 | 111 | 77  | +34 | 12 |
| 2  | Västtyskland  | 5 | 4 | 0 | 1 | 97  | 76  | +21 | 12 |
| 3  | Jugoslavien   | 5 | 4 | 0 | 1 | 110 | 93  | +17 | 12 |
| 4  | Danmark       | 5 | 2 | 0 | 3 | 92  | 102 | −10 | 6  |
| 5  | Japan         | 5 | 1 | 0 | 4 | 96  | 111 | −15 | 3  |
| 6  | Kanada        | 5 | 0 | 0 | 5 | 75  | 122 | −47 | 0  |

| Hemma \ Borta | Sovjetunionen | Västtyskland | Socialistiska federativa republiken Jugoslavien | Danmark | Japan | Turkiet |
| Sovjetunionen | —             | 18-16        | 18-20                                           | 24-16   | 26-16 | 25-9    |
| Västtyskland  | 16-18         | —            | 18-17                                           | 18-14   | 19-16 | 26-11   |
| Jugoslavien   | 20-18         | 17-18        | —                                               | 25-17   | 26-22 | 22-18   |
| Danmark       | 16-24         | 14-18        | 16-24                                           | —       | 21-17 | 24-18   |
| Japan         | 16-26         | 16-19        | 22-26                                           | 14-21   | —     | 25-19   |
| Kanada        | 9-25          | 11-26        | 18-22                                           | 18-24   | 19-25 | —       |